# Marija Gradec
Marija Gradec – wieś w Słowenii, w gminie Laško. W 2018 roku liczyła 263 mieszkańców.